# Mert Çetin
Yıldırım Mert Çetin (Çankaya, 1 januari 1997) is een Turks voetballer die doorgaans als verdediger speelt. Çetin debuteerde in 2019 in het Turks voetbalelftal.

## Carrière
Çetin speelde in de jeugd van Gençlerbirliği SK uit Ankara. Hij maakte echter in 2016 zijn profdebuut voor Hacettepe SK, dat uitkwam op het derde niveau. Een seizoen later, in 2017, keerde Çetin transfervrij terug bij Gençlerbirliği. In het eerste seizoen speelde de club in de Süper Lig en kwam Çetin weinig aan spelen toe. Toen de club degradeerde naar het tweede niveau kwam Çetin weer in de plannen voor en werd hij een vaste waarde in de verdediging. In augustus 2019 werd hij voor €4.300.000,- gekocht door AS Roma, uit de Italiaanse Serie A. In september 2020 werd hij verhuurd aan Hellas Verona, die club nam hem in juli 2021 voor €8.000.000,- definitief over. In januari 2022 werd Çetin verhuurd aan Kayserispor omdat het uitzicht op speeltijd bij Verona kleiner werd. Vervolgens werd Çetin verhuurd aan US Lecce, Adana Demirspor en Ankaragücü. Medio 2024 werd in samenspraak besloten het contract bij Hellas Verona te vernietigen, waarna Çetin tekende bij Ankaragücü.

## Interlandcarrière
Çetin debuteerde op 17 november 2019 in het Turks voetbalelftal, in een kwalificatiewedstrijd voor het EK 2020 in en tegen Andorra. Hij kwam in de tachtigste minuut in het veld voor Merih Demiral.
| Interlands van Mert Çetin voor Turkije | Interlands van Mert Çetin voor Turkije | Interlands van Mert Çetin voor Turkije | Interlands van Mert Çetin voor Turkije | Interlands van Mert Çetin voor Turkije | Interlands van Mert Çetin voor Turkije |
| No.                                    | Datum                                  | Wedstrijd                              | Uitslag                                | Competitie                             |                                        |
| Als speler bij AS Roma                 | Als speler bij AS Roma                 | Als speler bij AS Roma                 | Als speler bij AS Roma                 | Als speler bij AS Roma                 | Als speler bij AS Roma                 |
| -------------------------------------- | -------------------------------------- | -------------------------------------- | -------------------------------------- | -------------------------------------- | -------------------------------------- |
| 1.                                     | 17 november 2019                       | Andorra – Turkije                      | 0 – 2                                  | Kwalificatie EK 2020                   |                                        |
| Als speler bij Hellas Verona           |                                        |                                        |                                        |                                        |                                        |
| 2.                                     | 11 november 2020                       | Turkije – Kroatië                      | 3 – 3                                  | Vriendschappelijk                      |                                        |